# Drepaninae
Drepaninae là một phân họ lớn nhất trong họ bướm đêm Drepanidae. Phân họ này thường được chia thành 2 tông Drepanini và Oretini, tuy nhiên ấn đề vẫn chưa được giải quyết.

## Chi
Dưới đây là các chi thuộc phân họ này, tuy nhiên có thể nó chưa đầy đủ.
| - Agnidra - includes Zanclalbara - Albara - Amphitorna - includes Neoreta, Procampsis, Tomocerota - Argodrepana - Astatochroa - Auzata - includes Gonocilix - Auzatellodes - Callicilix - Callidrepana - includes Ausaris, Damna, Drepanulides, Drepanulina, Ticilia - Canucha - includes Campylopteryx - Cilix - Crucidava - Deroca - Didymana - Dipriodonta - Ditrigona - includes Leucodrepana, Leucodrepanilla - Drapetodes - Drepana - Eudeilinia - Euphalacra - includes Ectothyris, Neophalacra - Falcaria - includes Edapteryx - Gogana - includes Ametroptila, Liocrops, Trotothyris - Hyalospectra - Hyalostola - Isospidia | - Leucoblepsis - Macrauzata - Macrocilix - Microblepsis - includes Betalbara - Nordstromia - includes Allodrepana - Oreta - includes Dryopteris, Holoreta, Hypsomadius, Mimoreta, Oretella, Psiloreta, Rhamphoreta - Oretopsis - Paralbara - Phalacra - Pseudalbara - Pseuderosia - Sabra - Scytalopteryx - Sewa - Spectroreta - Strepsigonia - includes Monurodes - Streptoperas - Teldenia - Thymistadopsis - Thymistida - includes Hybodrepana, Thymistada - Tridrepana - includes Konjikia - Uranometra - Urogonodes - Zusidava - includes Emodesa |

## Hình ảnh

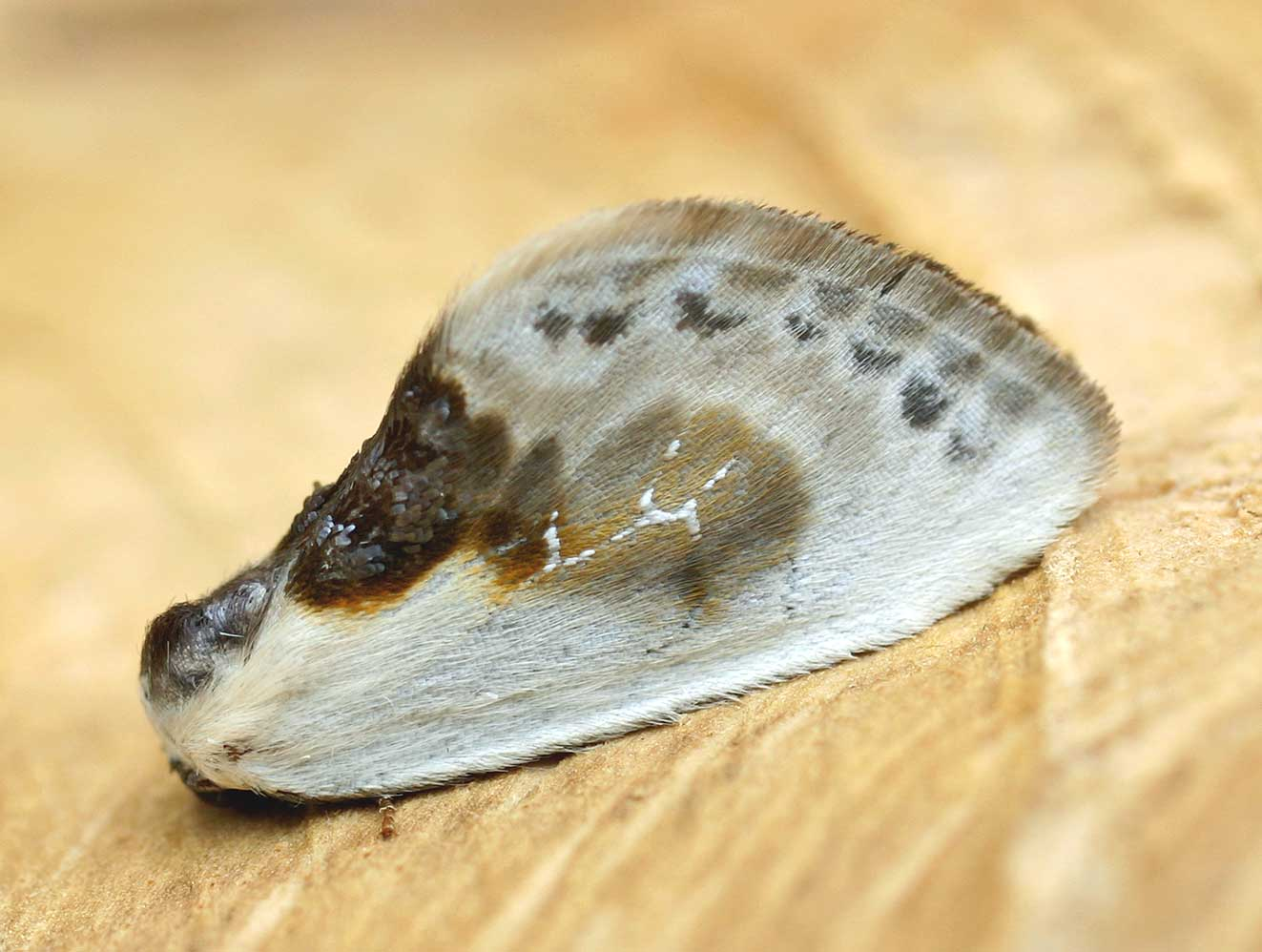
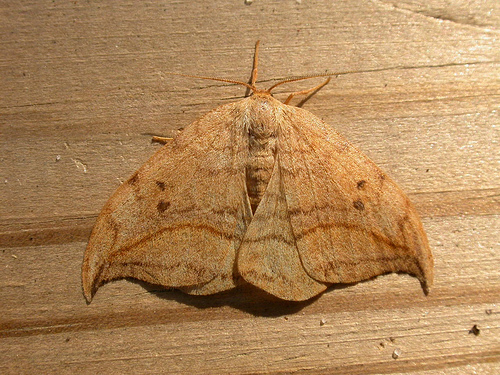
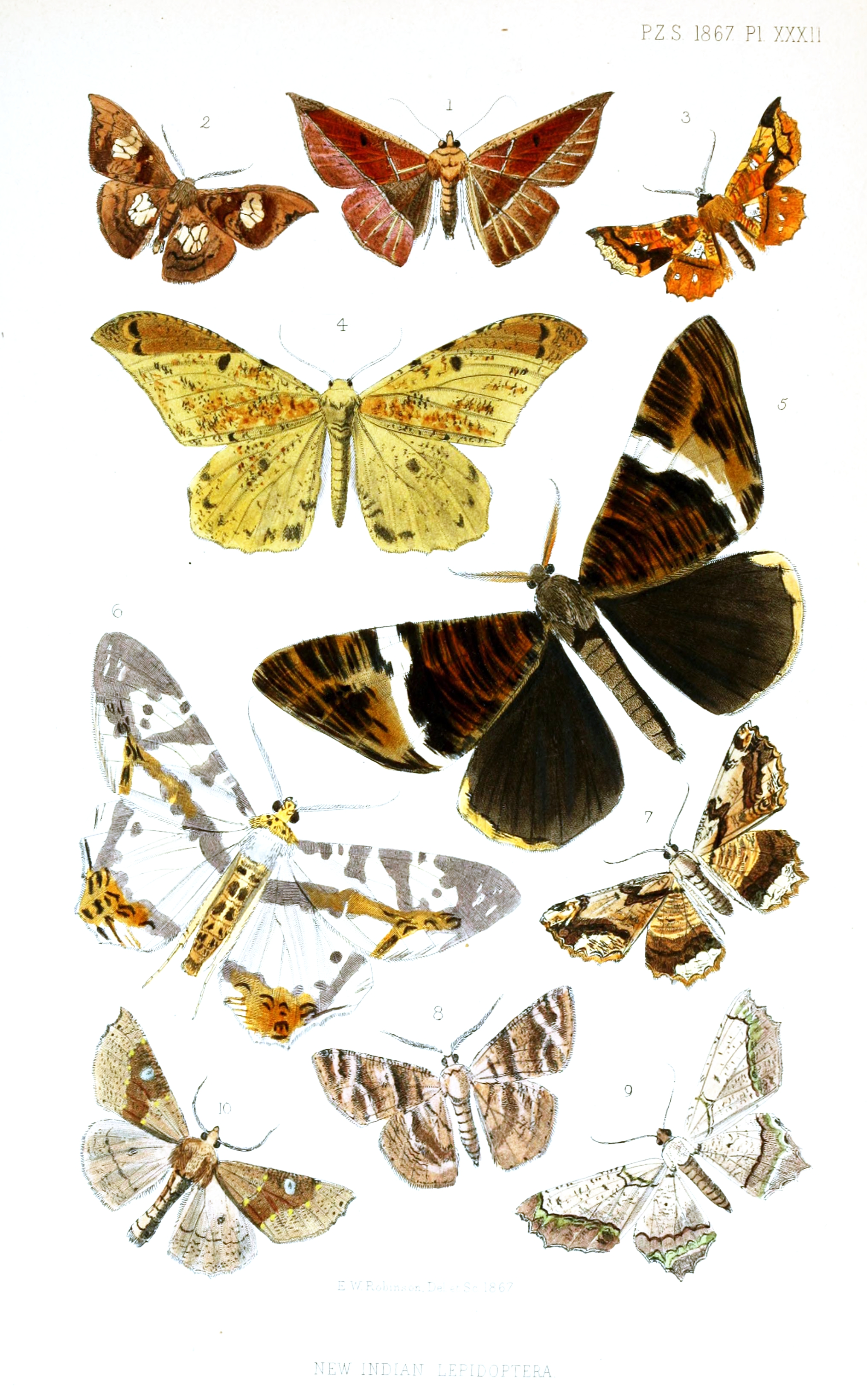